# Grand Magus (album)
Albums de Grand Magus
Monument
(2003)
Grand Magus est le premier album du groupe suédois de heavy metal Grand Magus, publié en novembre 2001, par Rise Above Records.

## Liste des chansons
Toutes les chansons sont écrites et composées par Grand Magus.
| No  | Titre                    | Durée |
| --- | ------------------------ | ----- |
| 1.  | Gauntlet                 | 3:46  |
| 2.  | Legion                   | 3:46  |
| 3.  | Never Learned            | 4:48  |
| 4.  | Black Hound of Vengeance | 3:34  |
| 5.  | Coat of Arms             | 5:00  |
| 6.  | Generator                | 5:32  |
| 7.  | Wheel of Time            | 5:15  |
| 8.  | Lodbrok                  | 4:07  |
| 9.  | Black Hole               | 5:00  |
| 10. | Mountain of Power        | 5:52  |

| 11. | Tale of the Unexpected | 4:02 |
| 12. | Grand Magus            | 4:45 |